# Ashland (Ohio)
Ashland város az USA Virginia államában. Lakosainak száma 19 225 fő (2020. április 1.).

## Népesség
A település népességének változása:
| Lakosok száma | 21 249 | 20 362 | 19 225 |
|               | 2000   | 2010   | 2020   |